# كينيث ميلر
كينيث ميلر (بالإنجليزية:Kenneth R. Miller)(من مواليد 14 يوليو 1948) هو أمريكي وعالم أحياء خلوي والبيولوجيا الجزيئية يعمل حاليا أستاذا لعلم الأحياء وأستاذ لتعليم التميز في جامعة براون. تتركز الابحاث الاولية لميلر على بنية ووظيفة أغشية الخلايا، وخاصة أغشية الثايلاكويد للبلاستيدات الخضراء. ويعرف ميلر ككاتب مشارك في كلية التمهيدية الكبرى وكتاب البيولوجيا للمدارس الثانوية التي نشرتها برنتيس هول منذ عام 1990. ميلر ينتمي للروم الكاثوليك، معروف بمعارضته لنظرية الخلق، بما في ذلك التصميم الذكي. وقد كتب كتابين حول هذا الموضوع: «البحث عن اله داروين» الذي يقول فيه ان قبول التطور متوافق مع الإيمان بالله، وكتاب «نظرية فقط» والذي يبحث فيه بموضوع التصميم الذكي وقضية كيتسميلر ضد مدارس منطقة دوفر آثارها في العلوم في جميع أنحاء أمريكا.